# ヤルダー

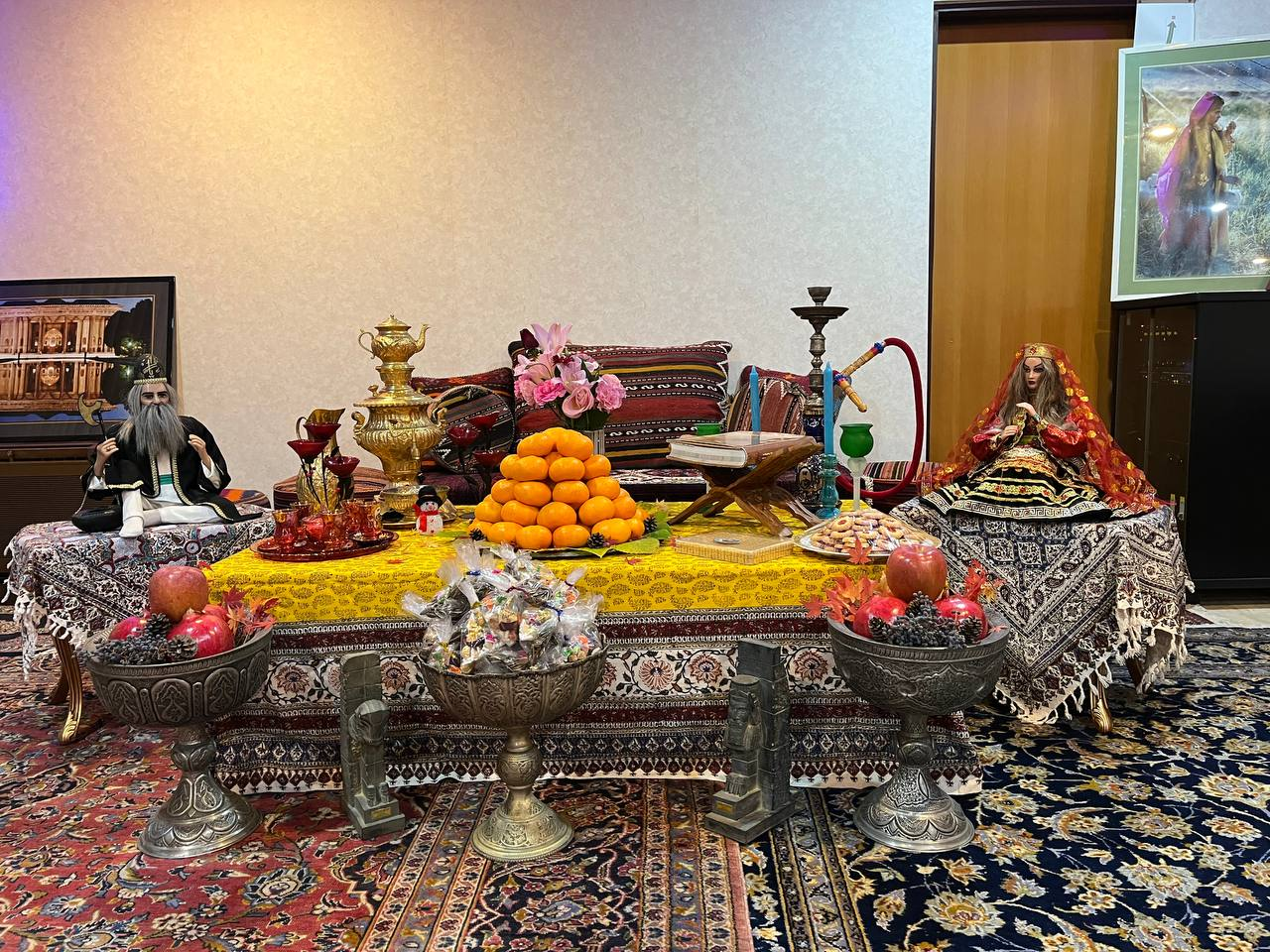
東京で開催されたヤルダー2022

ヤルダーまたはシャベヤルダー(ペルシア語: شب یلدا)とは、イランまたはタジキスタン、アフガニスタン、アゼルバイジャン、トルクメニスタンなどペルシアの文化を持つ国々で祝われる1年で1番長い夜のこと。日本でいう冬至にあたる。ヤルダー自体は誕生という意味。ペルシア語で「チェッレ」(ペルシア語: چله)又は「シャベ・チェッレ」(ペルシア語: شب چله)とも呼ばれる。

## 歴史

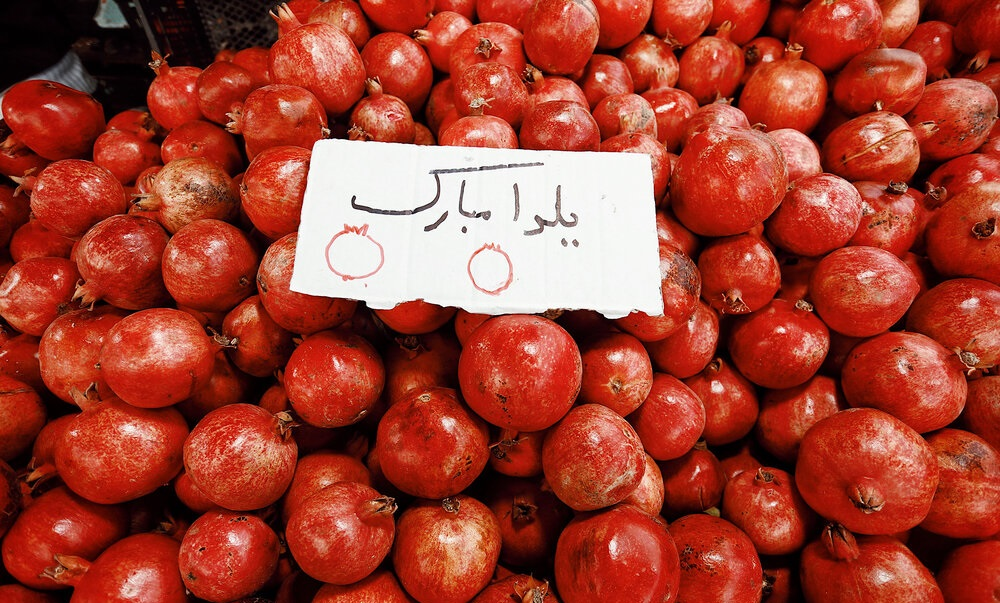
Yalda pomegranate in Tehran Bazaar

古代ペルシア人はヤルダーの次の日から太陽が活力を取り戻し、それを受けて神の慈悲が増すと考えていた。そのため秋の最後の日、冬の最初の日を「誕生の夜」または「太陽の誕生の日」と呼び、それを盛大に祝った。そのため、ペルシアのカレンダーで冬の最初の月をデイ(ペルシア語: دی)と呼び、太陽の誕生としていた。デイはパフラヴィー語で、アヴェスターからきており、神を意味する。デイはペルシアの古いカレンダーで宗教的な正月であり、ミトラ教(英語: Mithraic mysteries)からキリスト教にも入り、西暦で1月1日が冬にあるのもこのことからきている。
太陽はゾロアスター教で神のシンボルであり、ペルシアの文化で最も大切なエレメントである。ペルシア人（イラン人）は数百年前からこの日を祝ってきた。
2022年に、イランとアフガニスタンの推薦によりUNESCOの無形文化遺産として登録された。 

## 慣習
ゾロアスター教の伝統では、1年で最も長く暗い夜は特に不吉な日であり、その長い夜の間、悪から人々を守るため、夜のほとんどを起きているように忠告された。人々は友人や親戚と集まり、夏の最後の残りの果物を共有し、長い夜を一緒に過ごしていた。この友人や家族と一緒に夜更かしをする伝統が、ヤルダーとして今日までイランの文化に残っている。現代でも、人々は、真夜中過ぎまで起きていて、食事、会話、詩の朗誦、物語や冗談を言ったり、踊ったりする。この夜のために特別に準備または保存された、さまざまな種類の果物やお菓子が提供される。よく提供される食べ物は、スイカ、ザクロ、ナッツ、ドライフルーツなどである。ドライフルーツやナッツを包み、家族や友人に贈ることもある。ヤルダー・ナイトのもう一つの伝統は、家族や友人にドライフルーツやナッツをチュールで包みリボンで結んで新婦に贈ることである（結婚式やブライダルシャワーの「引き出物」に似ている）。イランの ホラーサーン州 では新婦への贈り物は昔も今も義務となっている。ハーフェズの詩も朗読される。

## ギャラリー

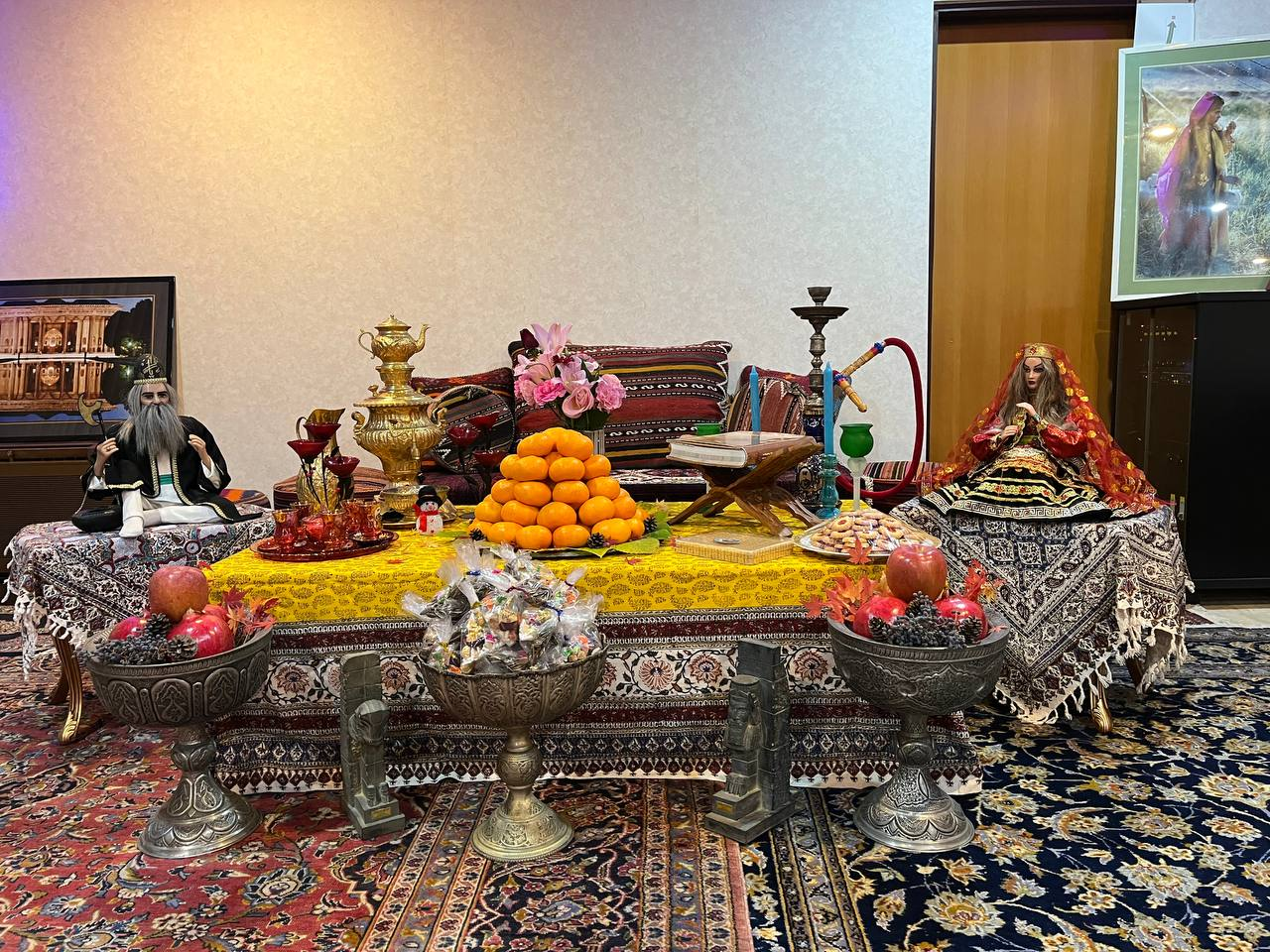
東京で開催されたヤルダー2022
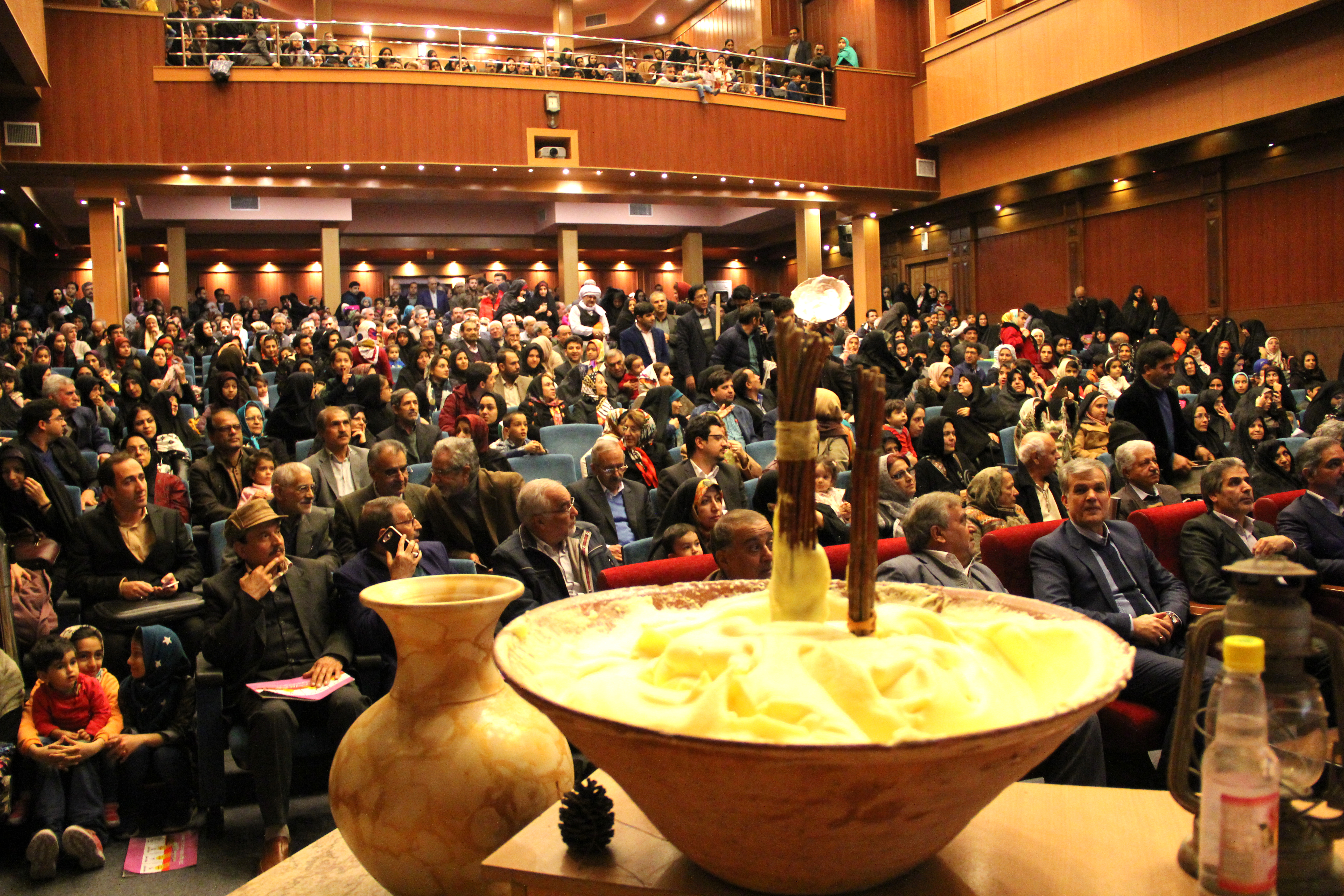
冬至 キャフビーフ 2016 Mashhad
ヤルダーのキャフビーフ 2016 ズィーバッド村
ヤルダーのキャフビーフ 2016 ズィーバッド村
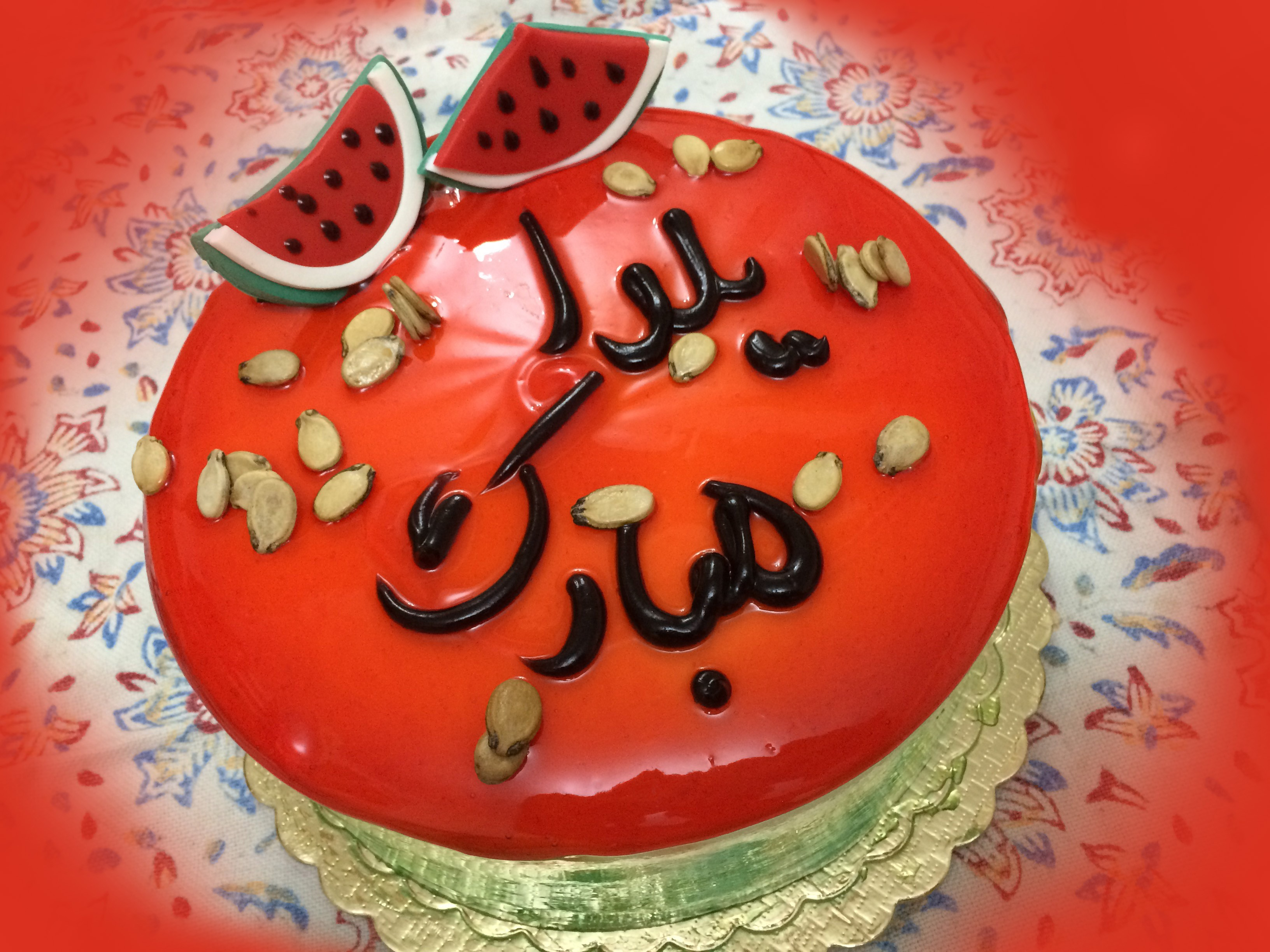
ヤルダーの夜を祝うケーキ
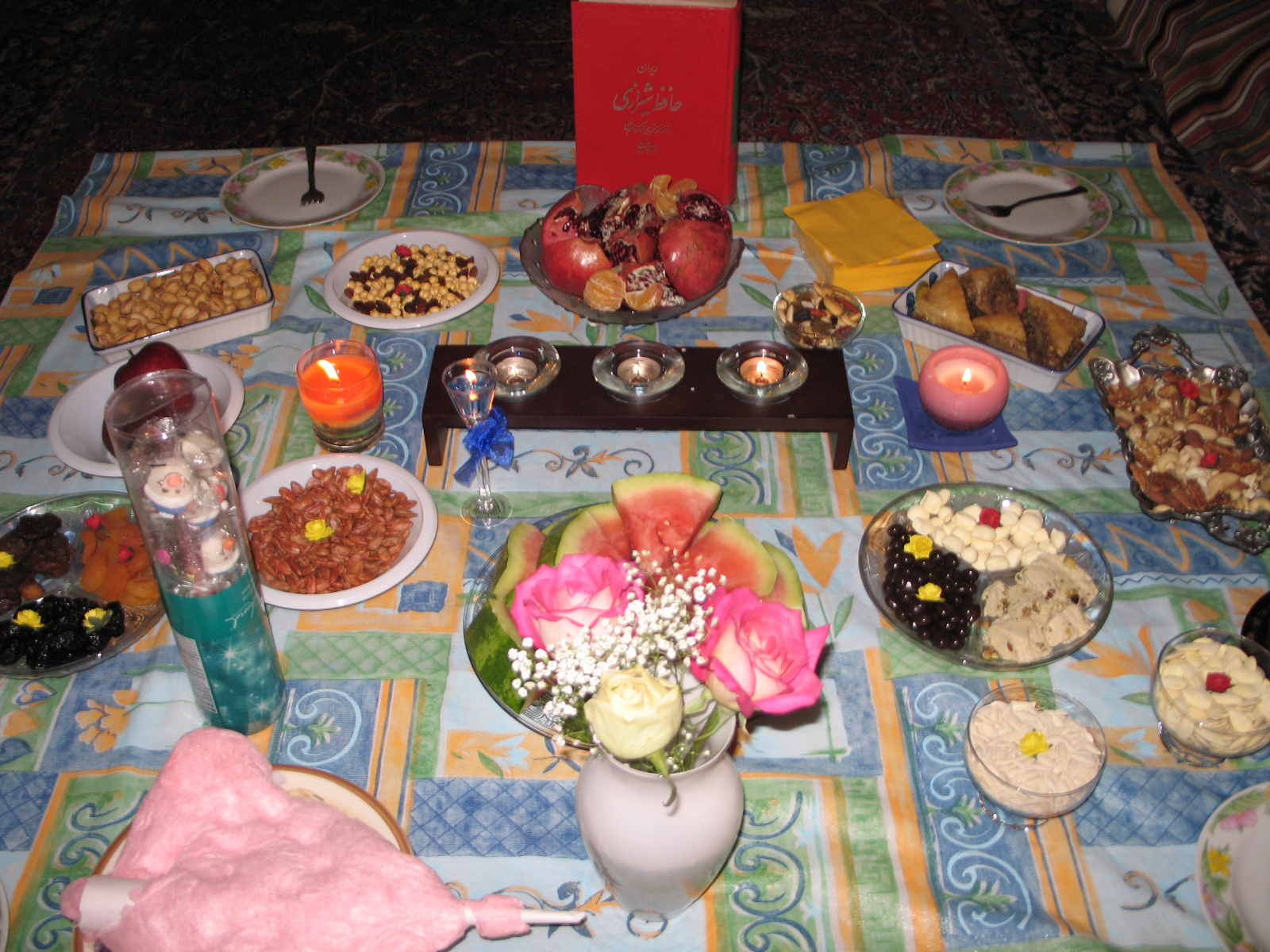
ヤルダーの食卓
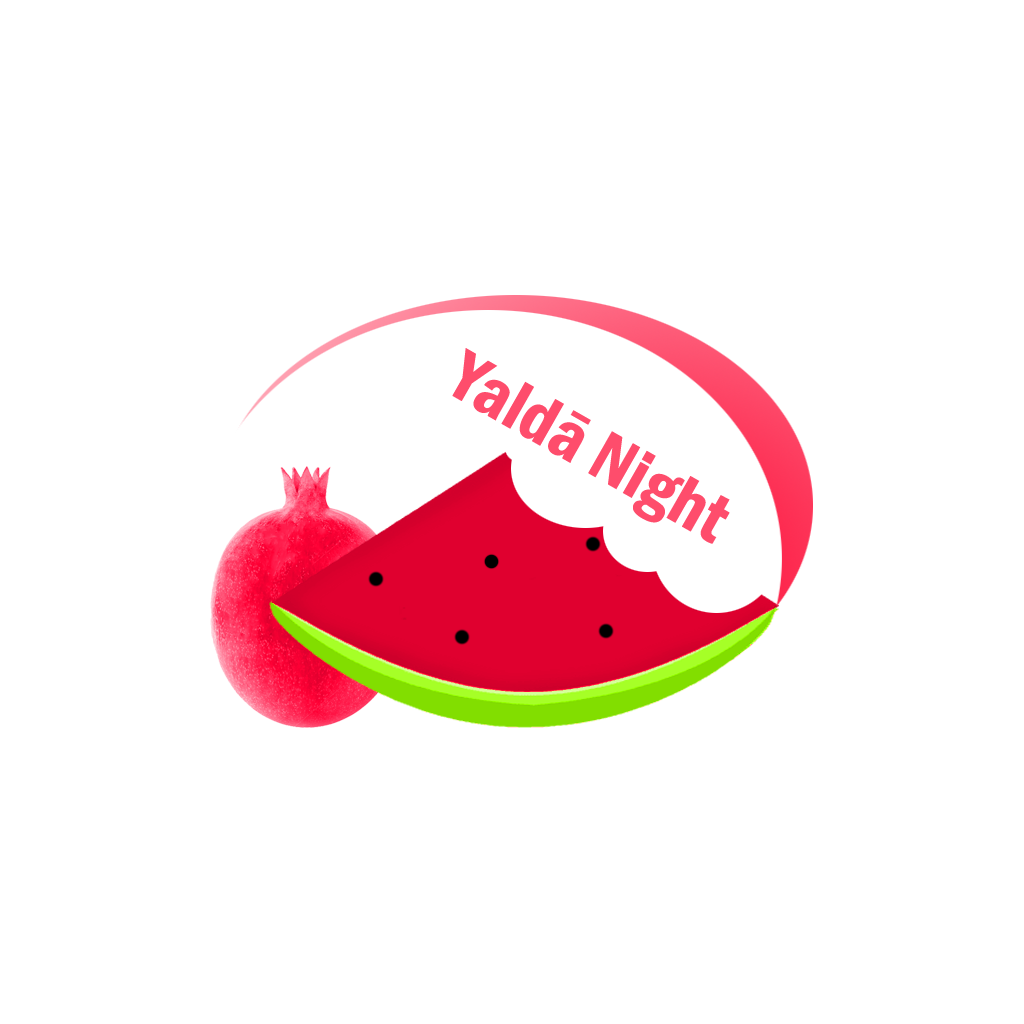
ヤルダーのためにデザインされたロゴ
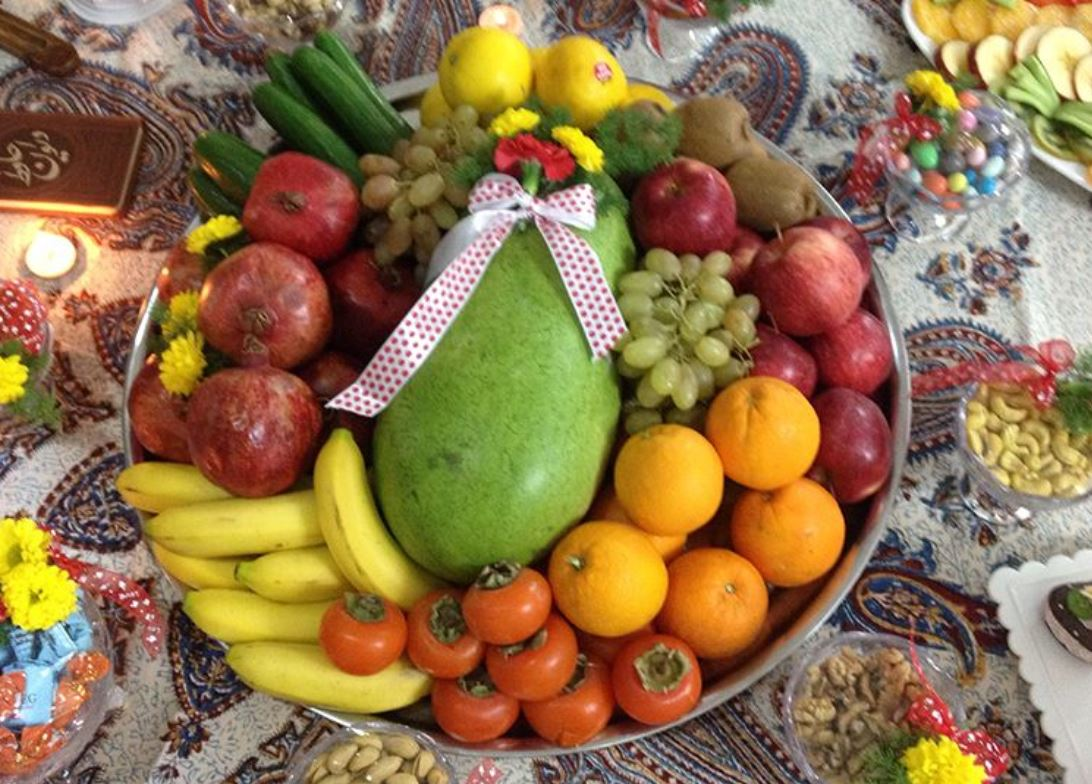
ヤルダーの夜の果物
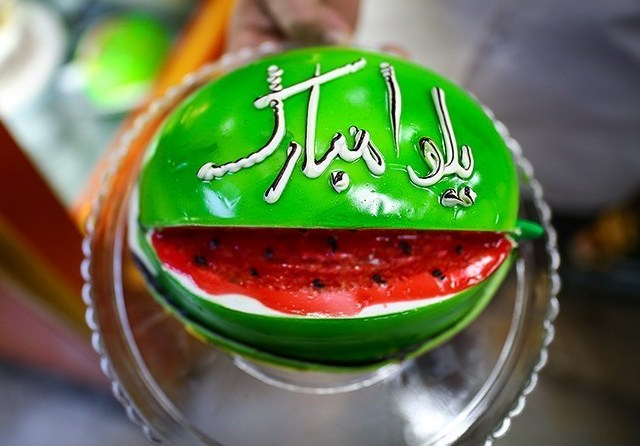
Yaldā Night shopping in Gorgan
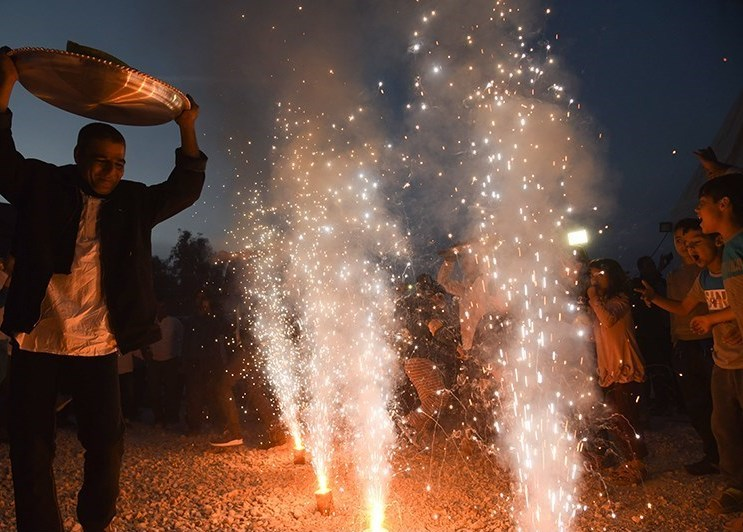
2017 Yaldā Night at Sarpol-e Zahab
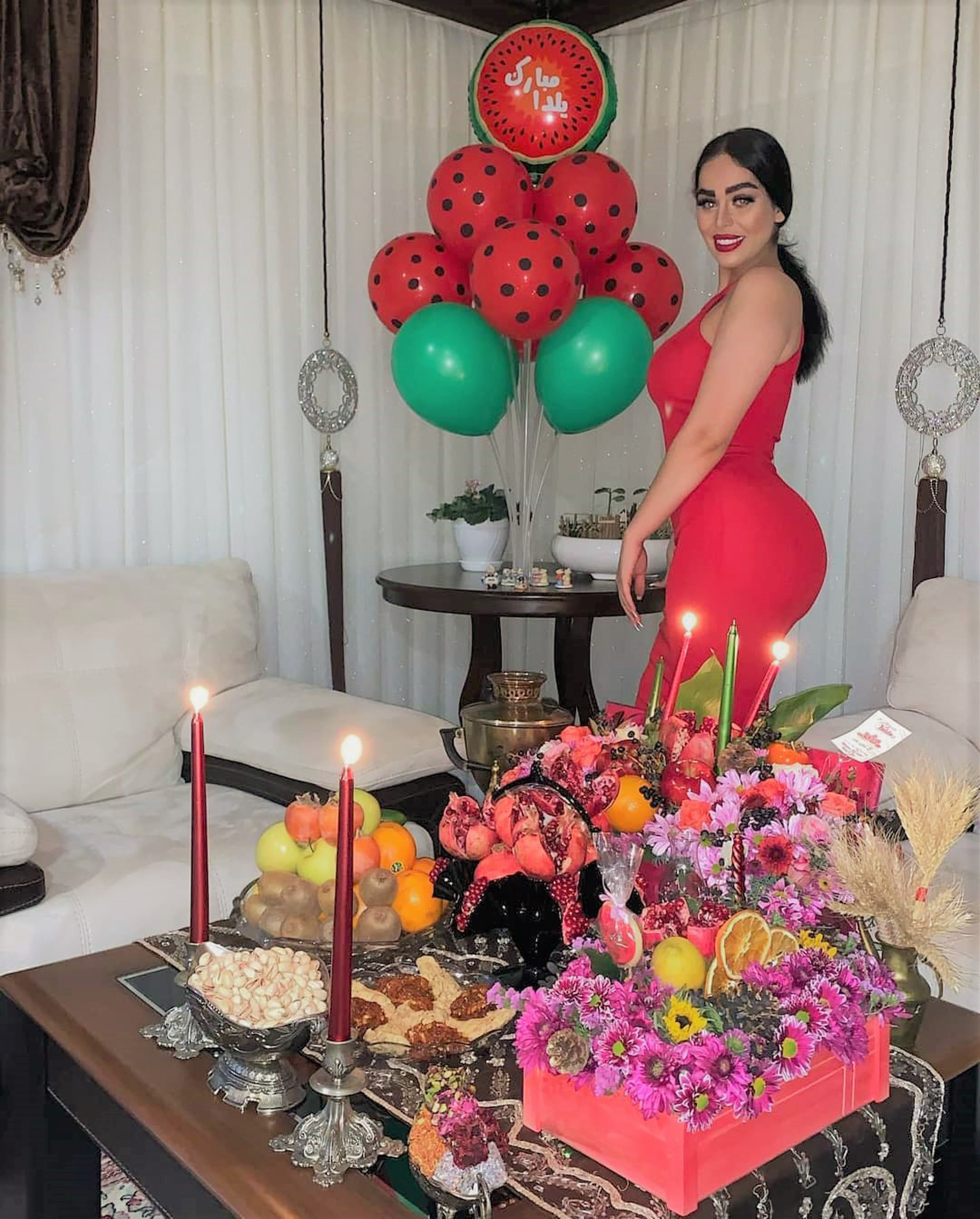
2019 冬至 Iran
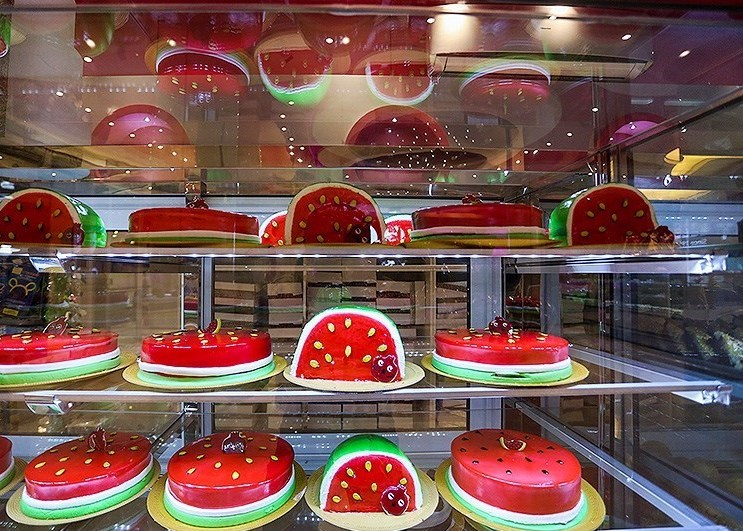
Yaldā Night cakes in Isfahan
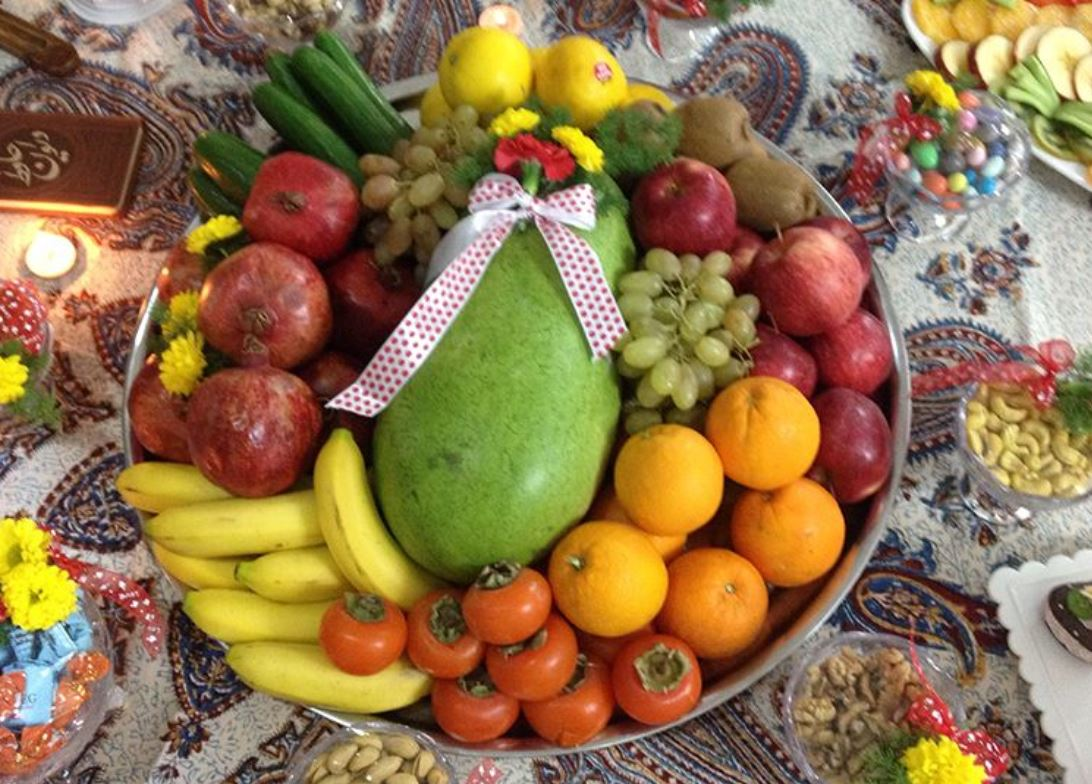
Fruits and Divan of Hafez
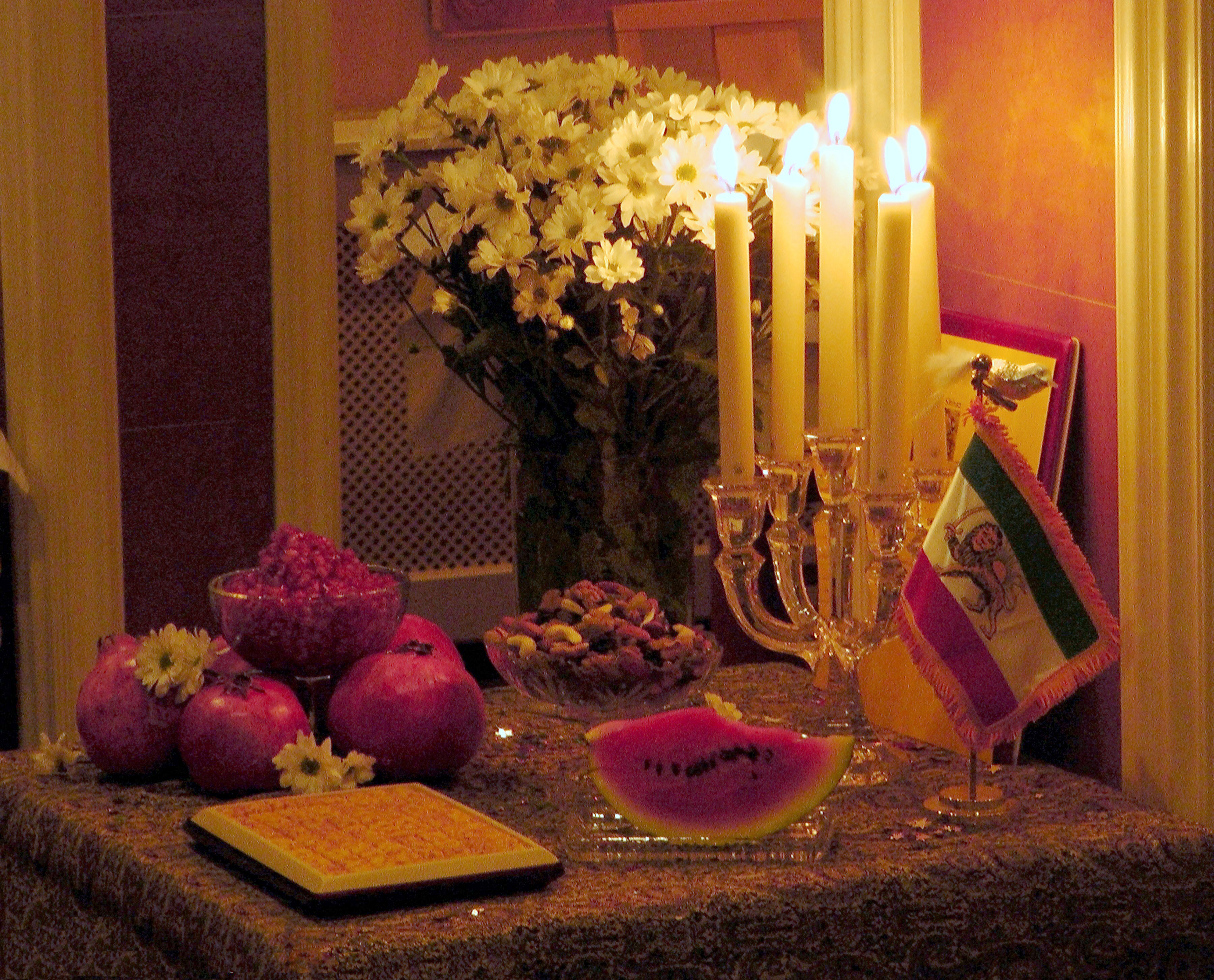